# Pontpoint
Pontpoint – miejscowość i gmina we Francji, w regionie Hauts-de-France, w departamencie Oise.
Według danych na rok 1990 gminę zamieszkiwały 2724 osoby, a gęstość zaludnienia wynosiła 143 osoby/km² (wśród 2293 gmin Pikardii Pontpoint plasuje się na 87 miejscu pod względem liczby ludności, natomiast pod względem powierzchni na miejscu 102).